# 11916 Віслох
11916 Віслох (11916 Wiesloch) — астероїд головного поясу, відкритий 24 вересня 1992 року.
Тіссеранів параметр щодо Юпітера — 3,536.
Названо на честь міста в Німеччині нім. Wiesloch.